# Reichendorf
Reichendorf település Ausztriában, Stájerország tartományban, a Weizi járásban. 2015 óta Pischelsdorf am Kulm része. Tengerszint feletti magassága 390 méter, területe 4,93 km². Lakosainak száma 629 fő.